# Skupina galaxií NGC 1023
Skupina galaxií NGC 1023 je skupina třinácti galaxií, které jsou členy Místní nadkupy galaxií. Se započtením trpasličích galaxií má tato skupina 25 členů.

## Členové skupiny
| Jméno    | Typ       | Magnituda |
| -------- | --------- | --------- |
| NGC 1023 | SB(rs)0   | +10,65    |
| NGC 925  | SAB(s)d   | +10,96    |
| NGC 891  | SA(s)b    | +11,24    |
| NGC 1239 | SAB(rs)cd | +12,14    |
| NGC 1058 | SA(rs)c   | +12,26    |

### Sporní členové skupiny
- Pravděpodobní (trpasličí galaxie): DDO 024, DDO 025.
- Možní: NGC 672, IC 1727, NGC 1156(?).
- Možní: (trpasličí galaxie): DDO 011, DDO 017, DDO 019, DDO 022, DDO 026.